# Claxton Castle

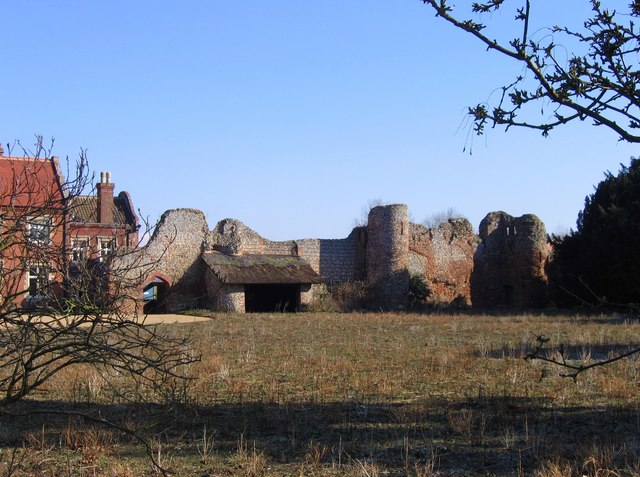
Ruinen von Claxton Castle

Claxton Castle ist eine Burgruine im Dorf Claxton, etwa 13 km südöstlich von Norwich in der englischen Grafschaft Norfolk.
Die königliche Erlaubnis zur Befestigung eines Hauses (engl.: Licence to Crenellate) erteilte Eduard III. William de Kerdiston 1333. Die Burg wurde dann in Ziegelbauweise erstellt. Im 17. Jahrhundert wurde sie größtenteils zerstört, als man Claxton Hall baute. Teile seiner Außenwände mit fünf Bastionen, Spuren zweier Burggräben und Erdwälle sind bis heute erhalten.
Die Ruine gilt als Scheduled Monument und English Heritage hat sie als historisches Gebäude II*. Grades gelistet.